# Neostichtis gibbosa
Neostichtis gibbosa är en fjärilsart som beskrevs av Louis Beethoven Prout 1927. Neostichtis gibbosa ingår i släktet Neostichtis och familjen nattflyn. Inga underarter finns listade i Catalogue of Life.